# مرض الدردار الهولندي
يحدث مرض الدردار الهولندي (د ي د) بسبب أحد أعضاء فطريات الكيس (فطريات زقية) التي تؤثر على أشجار الدردار  وينتشر عن طريق خنافس لحاء الدردار. يعتقد أن أصله الأصلي هو آسيا وقد تم إدخال المرض عن طريق الخطأ إلى أمريكا وأوروبا ونيوزيلندا، دمرت الدردار من السكان الأصليين في هذه المناطق الذين لم يكن لديهم مقاومة للمرض، يشير اسم "مرض الدردار الهولندي" إلى تحديده في عام ١٩٢١ولاحقًا في هولندا من قبل أخصائيي علم الأمراض النباتية الهولنديين بيا شوارتز وكريستين بويسمان اللذان عملا مع الأستاذة يوهانا ويسترديجك، يصيب المرض الأنواع في أجناس نبات الدردار و زلكوفا وبالتالي فهو ليس خاصا بهجين الدردار الهولندي.

## نظرة عامه
يحدث مرض الدردار الهولندي (د ي د ) بسبب الفطريات الدقيقة الفطرية تم التعرف الآن على ثلاثة أنواع:
- فطر أفعى الفم التي ابتليت بها أوروبا منذ عام ١٩١٠ ووصلت إلى أمريكا الشمالية على الأخشاب المستوردة في عام١٩٢٨.

- فطر أفعى الفم هو نوع مستوطن في غرب جبال الهيمالايا
- فطر أفعى الفم هو نوع شديد الضرر من اليابان الذي تم وصفه لأول مرة في أوروبا وأمريكا الشمالية في أربعينات القرن العشرين ودمر الدردار في كلتا القارتين منذ أواخر ستينات القرن العشرين.

ينتشر  اضطراب الهوية التفارقي في أمريكا الشمالية بثلاثة أنواع من خنافس اللحاء (العائلة والفصيلة الفرعية)
خنفساء لحاء الدردار الأصلية ، Hylurgopinus rufipes.
خنفساء لحاء الدردار الأوروبية الأصغر ، Scolytus multistriatus.
خنفساء لحاء الدردار النطاقات ، Scolytus schevyrewi.
في أوروبا لا يزال القزاز الطائر يعمل كناقل للعدوى فهو أقل فعالية بكثير من خنفساء لحاء الدردار الكبيرة، يمكن أن تكون نملة عائلة بونبروات ناقلا للمرض ولكنها غير فعالة مقارنة بالنواقل الأخرى، تم العثور على صرصار في عام ٢٠٠٣ في كولورادو ويوتا ومن المحتمل أيضا أن تكون أنواع خنفساء لحاء الدردار الأخرى ناقلة.

## مقاومة المجال
مقاومة المجال"هو مصطلح شامل يغطي العوامل المختلفة التي تتجنب بها بعض أشجار الدردار العدوى في المقام الأول بدلا من البقاء على قيد الحياة. من الأمثلة الواضحة على ذلك الدردار الأبيض الأوروبي (دردار خفيف) الذي على الرغم من وجود مقاومة وراثية قليلة أو معدومة فإنه يقوم بتصنيع ترايتيربين مما يجعل اللحاء مقيتا للخنافس المتجهة، كذلك يجبرهم على النظر إلى أبعد من ذلك بحثًا عن أشجار الدردار الأكثر ملاءمة، أمرًا آخر هو عدم قدرة الخنافس على رؤية الدردار الذي لم يكسر الصورة الظلية، غالبًا ما يتم تجنيب أشجار الدردار "البكاء" العدوى بسبب نفور الخنافس من التعليق رأسا على عقب أثناء التغذية.

## آلِيَّة
في محاولة لمنع الفطر من التوسع في الانتشار، تتفاعل الشجرة عن طريق توصيل نسيج الخشب الخاص بها باللثة والتيلوس وهي امتدادات تشبه المثانة لجدار خلية نسيج الخشب، بما أن نسيج الخشب (أحد نوعي الأنسجة الوعائية التي ينتجها الكامبيوم الوعائي والآخر هو اللحاء) ينقل الماء والمغذيات إلى بقية النبات فإن هذه السدادات تمنعها من الانتقال إلى أعلى جذع الشجرة مما يؤدي إلى تجويع الشجرة من الماء والمغذيات، وينتهي بها المطاف إلى قتلها في النهاية

## الأعراض
عادة ما يكون العرض الأول للعدوى هو الفرع العلوي للشجرة حيث تبدأ الأوراق في الذبول والاصفرار في الصيف وقبل أشهر من تساقط الأوراق الخريفية الطبيعية. ينتشر هذا المرض بطريقة تدريجية في جميع أنحاء الشجرة مع مزيد من موت الفروع، في النهاية تموت الجذور متعطشة للمغذيات من الأوراق، في كثير من الأحيان لا تموت جميع الجذور الجذور: جذور بعض الأنواع وخاصة الدردار الإنجليزي (المعروف سابقا باسم دردار باسق ) يمكن أن تضع المصاصون بشكل متكرر التي تزدهر لمدة ١٥عامًا تقريبا قبل أن تموت.

## مدى المرض

### أوروبا
لوحظ مرض الدردار الهولندي لأول مرة في أوروبا القارية في عام ١٩١٠ وانتشر ببطء وامتد في النهاية إلى جميع البلدان الأخرى باستثناء اليونان وفنلندا، جمعت باريندينا جيراردا سبيرينبورغ سجلات للأشجار التي ظهرت عليها الأعراض من عام ١٩٠٠ إلى عام ١٩٠٥ فصاعدا في هولندا وكان نشرها لهذه المعلومات في عام ١٩٢١ جزءا من بداية بحث مكثف وتدابير عملية لمحاولة وقف المرض. بالإضافة إلى ذلك تم عزل الفطريات التي تسببت في المرض في عام ١٩٢١ في هولندا من قبل بي شفارتز وهي عالمة أمراض نباتية هولندية رائدة وهذا الاكتشاف سيعطي المرض اسمه، بعد ذلك وتحديدًا في عشرينات القرن العشرين حددت كريستين التي تعمل في هولندا والولايات المتحدة الأمريكية المرحلة الجنسية من مسببات الأمراض الفطرية وأيضا وضعت أساليب للعدوى التجريبية من شتلات الدردار التي أدت إلى اختيار الأشجار المقاومة، أما في بريطانيا فقد تم التعرف على المرض لأول مرة في عام ١٩٢٧ من قبل تي آر السلام على الدردار الإنجليزية في هيرتفوردشاير، كانت هذه السلالة الأولى خفيفة نسبيا وقتلت نسبة صغيرة فقط من الدردار وفي كثير من الأحيان قتلت عددا قليلا من الفروع وماتت بحلول عام ١٩٤٠ بسبب قابليتها للفيروسات.
وصلت سلالة جديدة أكثر ضررًا إلى بريطانيا في حوالي عام ١٩٦٧ غالبًا عبر موانئ الساحل الشرقي على شحنات من جذوع أشجار الدردار الصخري، تتمثل مهمة توماس من كندا في خدمة صناعة القوارب الصغيرة ، وقد تم تأكيد ذلك في عام ١٩٧٣عندما تم فحص شحنة أخرى في ساوثهامبتون دوكس. .أثبتت هذه السلالة أنها شديدة العدوى وقاتلة لأشجار الدردار الأوروبية، مات أكثر من ٢٥ مليون شجرة في المملكة المتحدة وحدها بينما فقدت فرنسا ٩٧٪؜ من أشجار الدردار، انتشر المرض بسرعة شمالا ووصل إلى اسكتلندا في غضون ١٠ سنوات
بحلول عام ١٩٩٠ لم يتبق سوى عدد قليل جدا من أشجار الدردار الناضجة في بريطانيا أو جزء كبير من أوروبا القارية، واحدة من أكثر أشجار الريف الإنجليزية تميزا (انظر لوحة جون كونستابل كاتدرائية سالزبوري من الجنوب الغربي)، إن الدردار الإنجليزي ميانور اتيناي معرضة بشكل خاص لأنها الأكثر تفضيلا لدى الخنافس، بعد ثلاثين عاما من تفشي الوباء اختفت جميع هذه الأشجار تقريبا والتي غالبا ما تصل إلى أكثر من ٤٥ مترا، لا تزال بعض الأنواع تعيش في السياج، حيث لا يتم قتل الجذور وإرسال براعم الجذر ("المصاصون"). نادرا ما يصل طول هؤلاء المصاصون إلى أكثر من ٥ أمتار قبل أن يموتوا من هجوم جديد، مع ذلك ظلت التحوطات الراسخة منخفضة عن طريق القص صحية على ما يبدو طوال ما يقرب من ٤٠عاما منذ ظهور المرض في المملكة المتحدة.
أكبر تجمعات الدردار الناضجة في أوروبا موجودة الآن في أمستردام ولاهاي. تم إعلان أمستردام "مدينة الدردار في أوروبا" في عام ٢٠٠٥: تصطف شوارع المدينة وقنواتها بما لا يقل عن ٧٥٠٠٠ دردار بما في ذلك عدة أجيال من أشجار الدردار البحثية انظر أدناه الأشجار المقاومة، حوالي ,٣٠،٠٠٠ من أصل ١٠٠،٠٠٠ شجرة ناضجة في لاهاي هي أشجار الدردار المزروعة بسبب تحملها لرياح البحر المالحة، منذ تسعينيات القرن العشرين أدى برنامج الحقن المضادة للفطريات لإبراز ١٠٠٠٠ من أشجار الدردار وقطع الأشجار في الصرف الصحي إلى خفض خسائر الدردار السنوية في لاهاي من ٧٪ إلى أقل من ١٪ (انظر أدناه: العلاج الوقائي). يتم تعويض الخسائر عن طريق زراعة أصناف مقاومة للأمراض وهو أكبر تركيز لأشجار الدردار الناضجة المتبقية في إنجلترا هو في برايتون وهوف بشرق ساسكس، حيث من بين ٣٠٠٠٠ شجرة دردار في عام ١٩٨٣ لا يزال ١٥٠٠٠ قائما (أرقام٢٠٠٥ )
يقدر عمر العديد منها بأكثر من ٤٠٠ عام ويعزى بقائهم على قيد الحياة إلى عزل المنطقة بين القناة الإنكليزية وداونز الجنوبية، بالإضافة إلى الجهود الدؤوبة التي تبذلها السلطات المحلية لتحديد وإزالة الأجزاء المصابة من الأشجار فور ظهور أعراض المرض عليها بتمكين من أمر مرض الدردار الهولندي (السلطات المحلية) (تعديل) لعام١٩٨٨ قد تأمر السلطات المحلية بتدمير أي أشجار أو أخشاب مصابة على الرغم من أنها عادة ما تفعل ذلك بنفسها في الممارسة العملية مما يقلل بنجاح من أعداد خنفساء لحاء الدردار، كما حافظ القطاع الصحي حتى الآن على معظم أشجار الدردار البالغ عددها,٢٥٠،٠٠٠  شجرة الدردار في جزيرة مان، حيث يمنع متوسط درجة الحرارة وسرعة الرياح نشاط الخنافس التي تحتاج إلى درجة حرارة لا تقل عن درجة للطيران وسرعة رياح أقل من خمسة أمتار في الثانية.
يوجد أكبر تركيز لأشجار الدردار الناضجة في اسكتلندا في إدنبرة حيث بقي أكثر من ٥٠٠٠٠ في عام ٢٠٠٩ من حوالي ٣٥٠٠٠في عام١٩٧٦، يعطي مجلس المدينة العدد الإجمالي لأشجار الدردار ١٥٠٠٠٠(٢٠١٦ ) ويحتوي منتزه في إدنبرة على بعض من أعلى تركيزات أشجار الدردار الناضجة بين حدائق المملكة المتحدة (٢٠١٤ )، أدت سياسة القطع الصحي إلى إبقاء الخسائر في المدينة بمعدل ١٠٠٠ في السنة (٢٠٠٩ )، كانت الخسائر أقل من ١٠٠٠ في السنة بين عامي ٢٠١٣ و ٢٠٢٠  وكانت شجرة الدردار الأكثر شيوعًا في باريس من القرن١٧، قبل سبعينات القرن العشرين كان هناك حوالي ٣٠،٠٠٠ اورميس أما اليوم لم يبق سوى ١٠٠٠من أشجار الدردار الناضجة في المدينة بما في ذلك أمثلة في الطرق الكبيرة (شارع ديتالي وفندق شوساي وبوليڤارد وبوليڤارد قاربيل) وعينتان قديمتان جدا منهما واحدة في حديقة التويلري أمام  اورنجير والأخرى في ساينت قرفيز أمام فندق قصر بلدية باريس، أما الآن فيتم تعويض الخسائر بالمرض-

### أمريكا الشمالية
تم الإبلاغ لأول مرة في الولايات المتحدة في عام ١٩٢٨، حيث يعتقد أن الخنافس وصلت في شحنة من جذوع الأشجار
من هولندا مخصصة للاستخدام كقشرة في صناعة الأثاث في أوهايو، احتجزت إجراءات الحجر الصحي والصرف الصحي معظم الحالات على بعد ١٥٠ميلا من مدينة نيويورك الحضرية حتى عام ١٩٤١ عندما بدأت مطالب الحرب في تقليصها. انتشر المرض من نيو إنجلاند غربا وجنوبا ودمر بالكامل تقريبا أشجار الدردار الشهيرة في "مدينة الدردار" في نيو هافن في كونيتيكت ثم ووصل إلى منطقة ديترويت في عام ١٩٥٠ ومنطقة شيكاغو بحلول عام ١٩٦٠ ومينيابوليس بحلول عام١٩٧٠، من بين ما يقدر بنحو ٧٧ مليون دردار في أمريكا الشمالية في عام ١٩٣٠ فُقدت أكثر من ٧٥٪؜ بحلول عام١٩٨٩.
ظهر المرض لأول مرة على الصفوف المزروعة من أشجار الدردار الأمريكية (دردار ارمريكي ) في ناشونال مول في واشنطن العاصمة خلال خمسينات القرن العشرين ووصل إلى ذروته في سبعينات القرن العشرين، استخدمت دائرة المتنزهات الوطنية بالولايات المتحدة عددا من الطرق للسيطرة على الوباء؛ بما في ذلك الصرف الصحي والتقليم وحقن الأشجار بمبيدات الفطريات وإعادة الزرع بأصناف الدردار الأمريكية المقاومة، انظر أصناف الدردار. كافحت ناقل الحشرات المحلي للمرض خنفساء لحاء الدردار الأوروبية الأصغر (سكوتيلوس اميركان ) عن طريق المحاصرة والرش بالمبيدات الحشرية ونتيجة لذلك ظلت أعداد أشجار الدردار الأمريكية المزروعة في المركز التجاري والمناطق المحيطة به سليمة لأكثر من ٨٠عاما.
وصلت مرض الدردار الهولندي إلى شرق كندا خلال الحرب العالمية الثانية وانتشرت إلى أونتاريو في عام ١٩٦٧ ومانيتوبا في عام ١٩٧٥ وساسكاتشوان في عام١٩٨١، أما في تورنتو فُقدت ٨٠ ٪ من أشجار الدردار بسبب مرض الدردار الهولندي، سقط العديد من الضحايا في أوتاوا ومونتريال ومدن أخرى خلال سبعينات وثمانينات القرن العشرين،  لا تزال مدينة كيبيك لديها حوالي ٢١٠٠٠ من الدردار وذلك بفضل برنامج الوقاية الذي بدأ في عام١٩٨١، إن ألبرتا وكولومبيا البريطانية هما المقاطعتين الوحيدتين الخاليتين حاليا من مرض الدردار الهولندي، على الرغم من أنها معزولة فقد تم العثور على شجرة دردار في وينرايت في ألبرتا مريضة في يونيو ١٩٩٨وتم تدميرها على الفور، تم رصد وجود دائرة التنمية الاقتصادية في هذه المنطقة خلال السنوات اللاحقة ولكن لم يتم رؤيته مرة أخرى، يوجد اليوم في ألبرتا أكبر عدد من أشجار الدردار غير المتأثرة بمرض الدردار الهولندي في العالم.
تحظر مقاطعات ألبرتا ومانيتوبا وساسكاتشوان تقليم أشجار الدردار خلال منتصف العام (سارية المفعول في أبريل وتستمر حتى نهاية سبتمبر ويوليو وأغسطس على التوالي) التي يعتبرونها أكثر أوقات السنة نشاطا لخنافس اللحاء،  كما أنه من غير القانوني استخدام حطب الدردار أو تخزينه أو بيعه أو نقله.
يعتقد أن أكبر غابة حضرية باقية من أشجار الدردار في أمريكا الشمالية موجودة في مدينة وينيبيغ، حيث لا يزال هناك ما يقرب من ٢٠٠٠٠٠ دردار، تنفق المدينة 3 ملايين دولار سنويا لمكافحة المرض بقوة باستخدام دورسبان تيرف ولقاح ترياق الهولندي.

### نيوزيلندا
وصل مرض الدردار الهولندي إلى نيوزيلندا وتم العثور عليه في نابيير حيث تم القضاء عليه ووجد أيضا في منطقة أوكلاند في عام١٩٨٩، مولت وزارة الزراعة برنامجًا وطنيًا للإدارة ولكنه ألغي للسماح بإتاحة المزيد من الأموال للآفات ذات الأولوية الأعلى،  حدث تفشي كبير في نيوزيلندا في يوليو ٢٠١٣ ولا سيما في موقع مستشفى كينق سيت في جنوب أوكلاند، يوجد في أوكلاند وحدها ٢٠٠٠٠دردار.

## العلاج الوقائي

### الميكانيكية
تألفت المحاولات الأولى للسيطرة على مرض الدردار الهولندي من تقليم الأشجار لإزالة وحرق الأخشاب المريضة، في حين أن هذه الطريقة كانت فعالة في ولاية نيويورك والمناطق المجاورة إلا أن تكلفتها جعلتها غير اقتصادية إلا في المدن الكبيرة حيث كانت أشجار الدردار تعتبر مناطق جذب قيمة.

### كيميائي
عندما انتشر مرض الدردار الهولندي بعيدا عن ساحل المحيط الأطلسي في الولايات المتحدة، ركزت المكافحة على السيطرة على خنفساء اللحاء باستخدام المبيدات الحشرية مثل مرض الدردار و الديردين التي تم رشها بكثافة عبر جميع أجزاء أشجار الدردار عادةً مرتين في السنة في الربيع ومرة أخرى بتركيز أقل في الصيف، في سنواته الأولى كان يعتقد المراقبون عمومًا أن المبيدات الحشرية أبطأت انتشار المرض في جميع أنحاء الولايات المتحدة ولكن في وقت مبكر من عام ١٩٤٧، أثير القلق من أن العديد من أنواع الطيور قد قتلت بأعداد كبيرة عن طريق تناول اللافقاريات المسمومة، لاحظ السكان المحليون موت بعض الطيور مثل دجاجة الارض الأمريكية وروبن الأمريكية وخازن البندق أبيض الصدر والزاحف البني وأنواع بويسل المختلفة في المناطق التي تم رشها خلال خمسينيات القرن العشرين، لذا جادلت عالمة الأحياء راشيل كارسون من أجل تحسين الصرف الصحي ووقف رش أشجار الدردار التي رأت أنها كانت أكثر فعالية في المناطق ذات الخبرة السابقة والأكبر في مكافحة مرض الدردار الهولندي، على الرغم من أن النقاد المعاصرين لكارسون جادلوا بأن وفيات الطيور كانت ناجمة عن عوامل أخرى مثل التسمم بالزئبق في التربة فقد انخفض الرش ضد خنافس لحاء الدردار بسرعة كبيرة بعد عام ١٩٦٢ وهو اتجاه ساعدته مبيدات الفطريات دون آثار جانبية خطيرة تم اكتشافه لأول مرة بعد سنوات عديدة من البحث
كان ليجناسان (فوسفات الكاربيندازيم) الذي تم تقديمه في سبعينات القرن العشرين هو أول مبيد فطري يستخدم للسيطرة على مرض الدردار الهولندي، كان لا بد من حقن هذا في قاعدة الشجرة باستخدام معدات متخصصة ولم يكن فعالا بشكل خاص، لا يزال يباع تحت اسم "فطريات الدردار"

### بيولوجي
بسبب الحظر المفروض على استخدام المواد الكيميائية على أشجار الشوارع والحدائق في هولندا فقد طورت جامعة أمستردام لقاحا بيولوجيا بحلول أواخر ثمانينيات القرن العشرين، إن المثلثات الهولندية غير سامة وتتكون من تعليق في الماء المقطر من جراثيم سلالة من الفطريات ذبول كبوكي التي فقدت الكثير من قدراتها المسببة للأمراض وهي عبارة عن حقن الدردار في الربيع. يعتقد أن السلالة لديها ما يكفي من الإمراضية المتبقية للحث على استجابة مناعية في الدردار وحمايتها من مرض الدردار خلال موسم نمو واحد وهذا ما يسمى المقاومة المستحثة، كانت التجارب مع الدردار الأمريكي ناجحة للغاية. في تجربة استمرت ست سنوات مع الدردار الأمريكي في دنفر في كولورادو انخفضت الخسائر السنوية لمرض الدردار الهولندي بشكل ملحوظ بعد السنة الأولى من٧% إلى ما بين 0.4 - 0.6%، يُعد انخفاض أكبر وأسرع في الإصابة بالأمراض من برامج الصرف الصحي ورعاية صحة النباتات المصاحبة لها، عادةً ما يكون العلاج الوقائي مبررًا فقط عندما يكون للشجرة قيمة رمزية غير عادية أو تحتل مكانًا مهمًا بشكل خاص في المناظر الطبيعية

### شجرة المقاومة
بدأت الأبحاث لاختيار الأصناف المقاومة في هولندا في عام ١٩٢٨، ثم تليها الولايات المتحدة في عام ١٩٣٧ (انظر أصناف أولموس أمريكانا)، تضمنت الجهود الأولية في هولندا تهجين أنواع مختلفة من مينور و قلابرا ولكنها شملت لاحقا الدردار في جبال الهيمالايا أو كشم  والشينا كمصدر للجينات المضادة للفطريات، تضمنت الجهود المبكرة في الولايات المتحدة الأمريكية تهجين الدردار السيبيري وبوميلا مع الدردار الأحمر الأمريكي وروبر لإنتاج أشجار مقاومة، تفتقر الأصناف الناتجة إلى الشكل التقليدي وقيمة المناظر الطبيعية للدردار الأمريكي ولكن تم زرع عدد قليل منها.
بدأت محاكمة الدردار الوطنية (الولايات المتحدة الأمريكية) في 2005 تقيمًا لمدة ١٠سنوات لـ ١٩صنفا في المزارع في جميع أنحاء الولايات المتحدة، كانت الأشجار في التجربة تزرع فقط في أمريكا.ولم يتم تضمين أي أصناف أوروبية، بناء على التصنيفات النهائية للتجربة ، فإن الأصناف المفضلة من الدردار الأمريكي (دردار امريكي) هي "نيو هيرمني" و "برينستون". الأصناف المفضلة من أشجار الدردار الآسيوية هي مقدمات مشتل مورتون و"الأفق الجديد”
أثبتت الأبحاث الحديثة في السويد أن الحيوانات المستنسخة المبكرة أقل عرضة للإصابة بمرض الدردار سبب عدم التزامن بين قابلية مرض الدردار العدوى

### اختبار مقاومة الارض
السنوية، تزرع الحيوانات المستنسخة التي يتم تربيتها للاختبار إلى سن 3 أو 4 سنوات، في أوروبا يتم إدخال اللقاح في الكامبيوم بواسطة جرح سكين ومع ذلك فإن هذه الطريقة التي تم تطويرها في هولندا اعتبرت شديدة للغاية في أمريكا، حيث ناقل المرض الرئيسي هو خنفساء اللحاء سكوليتوس مولتيسترياتوس وهي ناقل أقل فعالية بكثير من الخنفساء الأكبر المستوطنة في أوروبا، إن سكوليتوس مولتيسترياتوس غير معروف في أمريكا. في الطريقة التي ابتكرتها وزارة الزراعة الأمريكية فإنه يتم إدخال اللقاح إلى الكامبيوم عبر ثقب قطره 2 مم يتم حفره من خلال اللحاء في الثلث السفلي من الشجرة، تم تحسين هذه الطريقة بشكل أكبر من قبل فريق جامعة ويسكونسن الذي حفر ثقوب في الفروع لمحاكاة العدوى الطبيعية بواسطة خنافس اللحاء التي تتغذى في المنشعب الأغصان ولكن تم العثور على نتائج من هذه الطريقة للمبالغة الوراثية مقاومة المضيف، نتيجة لذلك أجريت اختبارات على عينات في بيئة خاضعة للرقابة إما في البيوت الزجاجية أو غرف النباتات المخصصة مما يسهل إجراء تقييم أكثر دقة لكل من الأعراض الداخلية والخارجية للمرض.
متغير آخر هو تكوين اللقاح في حين أن قوة اللقاح البالغة ١٠٦جراثيم/مل قياسية في كلتا القارتين  فإن تكوينها يعكس أنواع أفاعي الفم المختلفة والأنواع الفرعية والهجينة المستوطنة في القارتين، يوجد في إيطاليا على سبيل المثال  يوجد نوعان فرعيان وهما أمريكانا ونوفو أولمي مع هجينهما بينما النوفي أولمي في أمريكا الشمالية غير معروف، ربما تفسر الاختلافات في الطريقة واللقاح سبب استسلام الصنف الأمريكي "برينستون" الذي يظهر مقاومة عالية في الولايات المتحدة  لمرض الدردار الهولندي في أوروبا

### أصناف هجينة
تضمنت العديد من المحاولات لتربية أصناف هجينة مقاومة للأمراض مساهمة وراثية من أنواع الدردار الآسيوية المقاومة بشكل واضح لهذا المرض الفطري، تم تنفيذ الكثير من العمل المبكر في هولندا وبدأ برنامج البحث الهولندي في عام ١٩٢٨ وانتهى في عام١٩٩٢، خلال تلك السنوات الـ ٦٤ نم تربية وتقييم أكثر من ١٠٠٠صنف، لا تزال تستخدم أصناف مثل "جرونلفيد " و "لوبيل " و "دودنز" و "كلاوس " و "بلانتجين " على الرغم من أن مستويات المقاومة في هذه الأشجار ليست عالية بما يكفي لمنح حماية جيدة، حقق البرنامج ثلاثة نجاحات رئيسية: "كولوميلا" و "نانجوين" لوتيس و "وانوكس" وجميعها وجدت أن لديها مقاومة عالية للغاية للمرض عند تلقيحها بجرعات كبيرة بشكل غير طبيعي من الفطريات، تم إصدار "كلوميلا " فقط خلال عمر البرنامج الهولندي - في عام١٩٨٧، تم شراء براءات اختراع استنساخ لوتيس وفادا من قبل المعهد الوطني الفرنسي للبحوث الزراعية
الأنواع الآسيوية التي ظهرت في برامج أبحاث مرض الدردار الأمريكية هي الدردار السيبيري وبوميلا والدردار الياباني والدردار الصيني وبرافوليا مما أدى إلى ظهور عشرات الأصناف الهجينة المقاومة ليس فقط لمرض الدراهم ولكن أيضا للبرد القارس في الشتاء الآسيوي، من بين أكثرها المزروعة على نطاق واسع في كل من أمريكا الشمالية وأوروبا "سابورو خريف الذهب" و "الأفق الجديد" و "ريبونا"، بعض الأصناف الهجينة مثل "ريقال " و"بينور" هي نتاج كل من الأبحاث الهولندية والأمريكية، أدت تجارب التهجين باستخدام الدردار الزلق (أو الأحمر) روبراإلى إطلاق "قولشيد " و"روزهيل" في أربعينيات القرن العشرين، ظهرت الأنواع آخر مرة في التهجين باعتبارها الأم الأنثوية لـ "ريبورا" و "ريڤرا" وكلاهما حاصل على براءة اختراع في عام ١٩٩٣ على الرغم من عدم ظهور أي منهما بعد في كومرس
بدأ البحث في معهد البروتيزيون ديلي بيانتي فلورنسا في ايطاليا لإنتاج مجموعة من الأشجار المقاومة للأمراض تتكيف مع مناخ البحر الأبيض المتوسط الأكثر دفئا باستخدام مجموعة متنوعة من الأنواع الآسيوية التي تم تهجينها مع الهجين الهولندي المبكر "بلانتيا" كضمان ضد أي طفرة مستقبلية للمرض، تم إطلاق شجرتين بمستويات عالية جدا من المقاومة وهما "سان زانوبي" و"بلينيو"، حصل "ارنو" و "فيرونت" في عام 2003 على براءة اختراع  وفي عام ٢٠٠٦ ودخلا التجارة في عام 2012، كان لدى كل من الأربعة الدردار السيبيري، كوالد هو مصدر جينات مقاومة الأمراض وتحمل الجفاف وتم إصدار "مورفو" في عام٢٠١١، نشأت من عبور الاستنساخ الهجين الهولندي "٤٠٥" (الأم الأنثوية) وشينمو الم والأخيرة شجرة صغيرة من مقاطعتي انهوي وجينقوس في شرق الصين واستنساخ "٤٠٥" هو عبور للغة الإنجليزية هولندكا وقاصر فرنسي.
في هولندا تم البدء في برنامج جديد من أراضي الاختبار القديمة لمعهد أبحاث دورشكامب، حيث تعيش ١٠سيارات هجينة من الجيل الرابع في منطقة تمزقها دائرة التنمية الاقتصادية وقد تم اختبار هذه وبعضها لديه مستوى عال جدا من المقاومة، تم اختبار أنواع هجينة جديدة في مشتل نورد بلانت منذ عام٢٠١٣ .

## الأنواع وأصناف الأنواع

### أمريكا الشمالية
عشرة أصناف من الدردار الأمريكي المقاوم موجودة الآن في التجارة في أمريكا الشمالية ولا يوجد صنف محصن ضد دائرة التنمية الاقتصادية، حتى الأصناف عالية المقاومة يمكن أن تصاب بالعدوى خاصةً إذا كانت تعاني بالفعل من الجفاف أو الظروف البيئية الأخرى حيث يكون انتشار المرض مرتفعا، باستثناء "برينستون" فهي لم تزرع أي أشجار حتى النضج ولا يمكن القول أن الأشجار تنضج حتى تبلغ من العمر ٦٠عاما.
تشمل الأصناف البارزة ما يلي:
- برينستون وهو صنف تم اختياره في عام ١٩٢٢من قبل مشاتل برينستون لجدارة المناظر الطبيعية، تم العثور بالصدفة على هذا الصنف ليكون مقاوما للغاية في دراسات التلقيح التي أجرتها وزارة الزراعة الأمريكية في أوائل تسعينات القرن العشرين، كما الأشجار المزروعة في عشرينات القرن العشرين التي لا تزال على قيد الحياة وخصائص النبات الناضج معروفة جيدا، مع ذلك لم تثبت "برينستون" مقاومتها في أوروبا حيث أن الناقل الرئيسي للمرض هي خنفساء لحاء الدردار الأكبر سكوتليس القادر على إدخال المزيد من الجراثيم الفطرية في الشجرة، العديد من الأشجار الـ ٥٠ المزروعة في مبنا في انجلترا في جنوب غرب إنجلترا في عام ٢٠٠٦ماتت بسبب مرض الدردار الهولندي بحلول عام٢٠١١ .

- "الحرية الأمريكية" هي في الواقع مجموعة من ستة أصناف ذات مقاومة معتدلة إلى عالية يتم إنتاجها من خلال الاختيار على مدى عدة أجيال بدءا من سبعينيات القرن العشرين، على الرغم من أن "اميركان لبتري" يتم تسويقها كصنف واحد إلا أن المشاتل التي تبيع "لبتري الم" توزع في الواقع الأصناف الستة بشكل عشوائي وبالتالي لا يمكن معرفة مقاومة أي شجرة معينة، أحد الأصناف تُدعى "الاستقلال" وقد مُنحت ببراءة اختراع (براءة اختراع النبات الأمريكية٦٢٢٧)، تم زرع أقدم دردار "الحرية الأمريكية" في حوالي عام١٩٨٠.

- أظهر ڤيلي فروق الذي تم إصداره في عام ١٩٩٥ أعلى مقاومة لجميع الحيوانات المستنسخة لمرض الدردار الهولندي في اختبارات وزارة الزراعة الأمريكية الخاضعة للرقابة.
- لويس وكلارك = براير اكسبدشن الذي صدر في عام ٢٠٠٤ للاحتفال بالذكرى المئوية الثانية لبعثة لويس وكلارك وتم استنساخه من شجرة وجدت تنمو في نورث داكوتا التي نجت سالمة عندما استسلم كل من حوله للمرض.
- أفاد مشروع استعادة الدردار التابع لمشتل جامعة جيلف في أونتاريو كندا في عام ٢٠٠٧ أن قصاصات من أشجار الدردار القديمة الصحية الباقية التي تم مسحها في جميع أنحاء أونتاريو قد نمت لإنتاج بنك من الأشجار المقاومة وهي معزولة للتربية الانتقائية لأصناف شديدة المقاومة.

تختبر جامعة مينيسوتا بالولايات المتحدة الأمريكية العديد من أشجار الدردار بما في ذلك أحد الناجين الضخم الحاصل على براءة اختراع الآن والمعروف باسم "سانت كروا الم " الذي يقع في مينيابوليس سانت. وادي نهر سانت كروا هو ممر نهري وطني خلاب يقع في بول ، إحدى ضواحي مينيسوتا (أفتون).
الدردار الزلق أو الأحمر وروبرا الأقل عرضة بشكل هامشي لمرض الدردار الهولندي من الأنواع الأمريكية الأخرى ولكن يبدو أن هذه الجودة قد تم تجاهلها إلى حد كبير في الأبحاث الأمريكية، لم يتم اختيار أي أصناف على الإطلاق على الرغم من استخدام الشجرة في تجارب التهجين (انظر أعلاه).
أبلغت مريم ب. ستيكلين وجيمس إل شيرالد في عام ١٩٩٣ عن نتائج التجارب الممولة من نظام المعاشات الوطني التي أجريت في جامعة ولاية ميشيغان في إيست لانسينغ التي تم تصميمها لتطبيق تقنيات الهندسة الوراثية لتطوير سلالات مقاومة مرض الدردار، أفاد نيو هاوس و سكوردت من كلية العلوم البيئية والغابات بجامعة ولاية نيويورك في سيراكيوز أن أشجار الدردار الأمريكية المعدلة وراثيا قد أظهرت انخفاضا في أعراض مرض الدردار الهولندي واستعمارا طبيعيا للفطريات،بحلول عام ٢٠١٣ كان الباحثون في كل من ولاية نيويورك ونورث كارولينا يجرون تجارب ميدانية على أشجار الدردار الأمريكية المقاومة وراثيا من قبل وزارة الدفاع.

### أوروبا
من بين الأنواع الأوروبية يوجد مثال فريد من نوعه على الدردار الأبيض الأوروبي الذي يُسمى لڤيس وهو يتمتع بمقاومة فطرية قليلة لمرض الدردار ولكن يتم تجنبه من قبل خنافس لحاء النواقل ونادرا ما يصاب بالعدوى، أشارت الأبحاث الحديثة إلى وجود بعض المركبات العضوية مثل تربنيس و ستورلس التي تعمل على جعل لحاء الشجر غير جذاب لأنواع الخنافس التي تنشر المرض.
في أوروبا تم إجراء اختبار استنساخ الدردار الميداني الباقي على قيد الحياة للمقاومة الفطرية منذ تسعينيات القرن العشرين من قبل معاهد البحوث الوطنية مع تقييم النتائج ونشرها مركزيا، تشير النتائج الأولى لهذا المشروع المستمر إلى أنه في بعض البلدان يتمتع عدد قليل جدًا من الأنماط الوراثية لدردار الحقل الأصلي بمستويات عالية نسبيا من التسامح مع مرض الدردار، أما في إسبانيا على سبيل المثال ومن بين حوالي ٥٠٠٠ من أشجار الدردار الأصلية التي تم تقييمها حتى عام ٢٠١٣ يقع حوالي ٢٥نمطا وراثيا (0.5٪ من تلك التي تم اختبارها) ضمن هذه الفئة ومن المأمول الآن أن يكون المعبر الخاضع للرقابة من أفضل سبعة من هذه (وراثيا وجماليا)، ستنتج يولمس الهجينة الصغيرة مع "مقاومة المجال" فعالة وجاذبية السوق، بدأت نتائج مماثلة في الظهور في التجارب على أشجار الدردار الحقلية الباقية في اليونان.

### المملكة المتحدة
الكثير من العمل في المملكة المتحدة هو من قبل الذراع البحثية للجنة الغابات التي كان مرض الدردار الهولندي على جدول أعمالها منذ عشرينيات القرن العشرين، في عام ١٩٩٤ وتم نشر مذكرة معلومات بحثية (رقم٢٥٢) وكتبها جون جيبس وكليف براسير وجوان ويبر في عام ٢٠١٠ في مذكرة استشارية لعلم الأمراض وكذلك طوال الفترة مجموعة من الأوراق الأكاديمية: كانت النتائج البارزة هي ملاحظة أن تقدم المرض عبر اسكتلندا كان بطيئا للغاية وقد جربت الهندسة الوراثية لتحسين مقاومة الدردار الإنجليزي. أما في إنجلترا فقد كانت مؤسسة الحفظ تقوم بنشر وتوزيع وزراعة استنساخ أشجار الدردار الأصلية الباقية بما في ذلك أشجار الدردار الحقلية (ولكن ليس الدردار الإنجليزي شديد الحساسية) كجزء من مخطط لإعادة أشجار الدردار إلى المدينة والريف، كانت المؤسسة تدير برنامجين من برامج الدردار: "تجربة الدردار البريطانية الكبرى" و"أولموس لوندينيوم" وهو برنامج دردار للندن ويستخدم هذان النوعان الشتلات المزروعة من خلال الإكثار الدقيق من أشجار الدردار الأم الناضجة التي تنمو في الريف البريطاني: تتم مراقبة الأشجار الأم بحثًا عن الأمراض بينما تم تقدم الشتلات مجانًا للمدارس ومجموعات المجتمع الذين يطلب منهم مراقبة تقدم أشجارهم على خريطة الدردار على الإنترنت الخاصة بالمؤسسة، في لندن عرضت على الأماكن التي تحمل اسم "الدردار" شتلة في محاولة لمعرفة سبب بقاء بعض أشجار الدردار بينما استسلم آخرون لمرض الدردار الهولندي وقد توقف هذان المشروعان.
أدى انتشار مرض الدردار الهولندي في اسكتلندا إلى تركيز الانتباه على عدد صغير من أشجار الدردار مثل قلبرا التي تعيش في المناطق ذات العدوى العالية مما دفع الحديقة النباتية الملكية في إدنبرة إلى بدء برنامج لاختيار الأشجار، بهدف تحديد المقاومة الفطرية (٢٠٠٩) وتقوم الحديقة بتربية وتوزيع شتلات في اسكتلندا مشتقة من الصلبان الخاضعة للرقابة للناجين النادرين في هذه المناطق (٢٠٢٣).
في ٢٠٠١ -٢٠٠٤ تم هندسة الدردار الإنجليزي ومينور "اتينا" وراثيا لمقاومة المرض، في تجارب في جامعة أبيرتاي في دندي باسكتلندا عن طريق نقل الجينات المضادة للفطريات إلى جينوم الدردار باستخدام محامل كروية دقيقة مغلفة بالحمض النووي، لكن بسبب التحفظات على التطورات المعدلة وراثيا لا توجد خطط لإطلاق الأشجار في الريف.

### إسبانيا
قامت المدرسة التقنية العليا للمهندسين في مونتيس جامعة بوليتكنيكا دي مدريد التي كانت المكلفة باكتشاف أشجار الدردار المقاومة للأمراض لاستخدامها في الغابات بتربية وبراءة اختراع سبعة أصناف من حقل الدردار يولمس مينور على الرغم من أنه تم العثور على اثنين في وقت لاحق لوجود الدردار السيبيري وبوميلا الحمض النووي، الأنواع التي أدخلت إلى إسبانيا في القرن ١٦ على الرغم من عدم إطلاق أي منها للتجارة (٢٠٢٠) إلا أن استنساخ "أديموز" ومينور النقي تم استيراده إلى المملكة المتحدة منذ عام ١٠١٤ وزرعه على نطاق واسع هناك

## الاحداث المبكرة المحتملة

### تراجع الدردار
من خلال تحليل حبوب اللقاح الأحفورية في عينات الخث اتضح أن أشجار الدردار التي تُعتبر وفيرة في عصور ما قبل التاريخ اختفت جميعها تقريبا من شمال غرب أوروبا خلال فترة منتصف الهولوسين حوالي ٤٠٠٠ قبل الميلاد وبدرجة أقل حوالي ١٠٠٠ قبل الميلاد، أصبح هذا الحدث المتزامن والواسع الانتشار يعرف باسم "انحدار الدردار"، عندما تم اكتشافه لأول مرة في منتصف القرن ٢٠ ويُعزى الانخفاض إلى تأثير إزالة الغابات من قبل مزارعي العصر الحجري الحديث ونسخ الدردار لتغذية الحيوانات على الرغم من أن أعداد المستوطنين لا يمكن أن تكون كبيرة، قدم الدمار الذي سببته دائرة التنمية الاقتصادية مؤخرا تفسيرا بديلا، يشير فحص خشب الدردار تحت الأحفوري الذي يظهر علامات التغيرات المرتبطة بالمرض إلى أن شكلا من أشكال مرض الدردار قد يكون مسؤولا، إن الاكتشافات الأحفورية من هذه الفترة من خنافس لحاء الدردار تدعم هذه النظرية، يوجد إجماع اليوم على أن تراجع الدردار ربما كان مدفوعا بكلا العاملين.

### فترة تاريخية
ربما كان هناك شكل أقل تدميرا من المرض يسببه فطر مختلف موجودا في شمال غرب أوروبا لبعض الوقت، قدم الدكتور أوليفر راكهام من جامعة كامبريدج دليلا على تفشي مرض الدردار في شمال غرب أوروبا ، ج. ١٨١٩-١٨٦٧، إن "المؤشرات من الحلقات السنوية [إشارة إلى تلطيخ الظلام في حلقة سنوية في الدردار المصاب] تؤكد أن مرض الدردار الهولندي كان موجودا بالتأكيد في عام١٨٦٧"، كما كتب نقلا عن روايات معاصرة عن الدردار المريضة والمحتضرة بما في ذلك هذا المقطع في كتاب ريتشارد جيفريز عام ١٨٨٣، الطبيعة بالقرب من لندن: يوجد شيء خاطئ مع أشجار الدردار لأن في الجزء الأول من هذا الصيف وبعد فترة وجيزة من خروج الأوراق عليها إلى حد ما ظهر فرع هنا وهناك كما لو كان قد تم لمسه بالحديد الأحمر الساخن واحترق وذبلت جميع الأوراق وتحولت إلى اللون البني على الأغصان، أولا تأثرت شجرة واحدة ثم أخرى والثالثة حتى تنظر حول الحقول وبدا كما لو أن كل شجرة رابعة أو خامسة قد احترقت، عند ذكر هذا وجدت أنه قد لوحظ في طرق الدردار والمجموعات على بعد مائة ميل بحيث لا يكون ظرفا محليا.
أشار راكهام إلى أن "اسم سكوليتوس المدمر أطلق على خنفساء اللحاء العظيمة بناء على دليل في وقت سابق، يعود تاريخه إلى ١٧٨٠ وأنه كان يدمر الدردار حول أكسفورد."
لوحظ في بلجيكا موت الدردار والموت في عامي ١٨٨٣و ١٨٩٦في بروكسل وفي ١٨٨٥-١١٨٨٧ في غنت، في حالات التفشي اللاحقة نسبت العودة إلى خنفساء لحاء الدردار.
اقترح أنه "منذ آلاف السنين ازدهرت أشجار الدردار في توازن طبيعي مع سكوليتيداي ومكافحة الالتهابات العرضية لمرض الدردار الهولندي".
لاحظ السير توماس براون الذي كتب في عام ١٦٨٥ في حديقة سايروس مرض الدردار الذي كان ينتشر عبر السياج الإنجليزي ووصف الأعراض التي تذكرنا ب مرض الدردار الهولندي